# بولس بهنام
الملفان مار غريغوريوس بولس بهنام، (1335 - 1389 هـ / 1916 - 1969 م) هو علاّمة وملفان سرياني ومطران السريان الأرثوذكس على الموصل وبغداد.

## سيرته
من عائلة سريانية أرثوذكسية عريقة ولد في بغديدا – العراق سنة 1916 التحق بمدرسة دير مار متى سنة 1929 حيث شدا العلوم الدينية والطقسية واتقن اللغتين السريانية والعربية وألمّ بالإنكليزية توشّح بالإسكيم الرهباني عام 1935 ودعي (بولس) بدلاً من اسمه القديم سركيس.
وفي سنة 1938 انضمّ إلى مدرسة مار أفرام اللاهوتية في زحلة لاتمام دروسه العربية والفلسفية، فعيّن في المدرسة المذكورة أستاذاً للغة السريانية، ثم مديراً لها على اثر انتقالها إلى الموصل سنة 1945، وفي سنة 1946 أصدر مجلة دينية أدبية تاريخية اجتماعية باسم (المشرق) دبّج فيها مقالات رنانة في الأدب والفلسفة واللاهوت والتاريخ الكنسي، ولمّا احتجبت سنة 1948 أصدر مجلة أخرى باسم (لسان المشرق) فاحتجبت هي الأخرى سنة 1951، وفي هذه السنة أنعم عليه البطريرك إغناطيوس أفرام الأول برصوم برتبة (ملفان) أي العلاّمة على اثر الأطروحة التي رفعها إليه في موضوع علم النفس لدى مار سويريوس موسى بن كيفا الفيلسوف السرياني 903+.
وكان يتولّى تدريس الأدب السرياني والفلسفة واللاهوت في المدرسة الأكليريكية إلى جانب مهماته الإدارية، في عام 1952 عيّن نائباً بطريركياً في الموصل، وفي العام نفسه ألقى محاضرة بعنوان (ابن سينا في الآداب السريانية) في المهرجان الألفي لابن سينا في بغداد، وفي 6 نيسان 1952 رسمه البطريرك إغناطيوس أفرام الأول برصوم مطراناً للموصل.
وفي سنة 1959 حصل على منحة دراسية في سميناري المتحد في نيويورك فصرف فيه سنة دراسية، وفي عودته من الولايات المتحدة عرج على بعض البلاد الغربية حيث أمضى ثلاثة أشهر بين المكتبات والمؤسسات الدينية والعلمية، ومن أجلّ أعماله في أبرشية الموصل، سجّل بالطابو أرض وقف الطاهرة الخارجية بعد أن حصل على قرار بها من محكمة التمييز العراقية، وفي عام 1960 نقل إلى أبرشية بغداد وبذلك يكون أول مطران لهذه الأبرشية بعد اندثارها في القرن الثالث عشر، وتوفي عام 1969 ورئس حفلة تجنيزه البطريرك إغناطيوس يعقوب الثالث، ودفن في كاتدرائية مار بطرس وبولس في بغداد.

## أعماله
لم يكن المطران بولس بهنام أهم شخصية جلس على كرسيي الموصل وبغداد فحسب بل من الشخصيات الكنسية الهامة التي يشار إليها بالبنان على مدى تاريخ الكنيسة السريانية الأرثوذكسية الطويل، فهو على مستوى الكادر المتقدم في الثقافة السريانية، تميّز بالوعظ والكتابة، وأعطى الكثير في خدمة تراث الكنيسة أدباً وتاريخاً وعلوماً بيعية، وترك مؤلفات عديدة في التاريخ، والأدب السرياني، واللاهوت، والفلسفة، واشتهر بنوع خاص بكتبه، أحيقار الحكيم، يوحنا ابن العبري حياته وشعره  وترجمته نظماً لملحمته الموسومة بالحكمة الالهية، وترجمة الايثيقون  إلى العربية مع مقدمة رائعة في فلسفة التصوف، والعلاقات الجوهرية بين اللغتين السريانية والعربية، وتحقيقات لغوية، والموسوعة السريانية باللغة الإنكليزية (مفقودة), مقالات في مجلة الضاد الحلبية، مجلة المشرق، مجلة لسان المشرق